# Diastylis denticulata
Diastylis denticulata är en kräftdjursart som beskrevs av Jones 1956. Diastylis denticulata ingår i släktet Diastylis och familjen Diastylidae. Inga underarter finns listade i Catalogue of Life.